# Championnat de Bulgarie de football 1937
Navigation
Saison précédente Saison suivante
La saison 1937 du Championnat de Bulgarie de football était la 13e édition du championnat de première division en Bulgarie. Quatorze clubs, représentant chacun une région de Bulgarie, prennent part à la compétition, qui se déroule sous forme de coupe avec match simple. C'est la dernière édition du championnat qui se déroule selon ce système. À partir de la saison prochaine, un championnat national, avec une poule unique de 10 équipes sera mis en place.
Le PFK Levski Sofia remporte la compétition en battant en finale le Levski Ruse. Il s'agit du 2e titre de champion de l'histoire du club.

## Les 14 clubs participants
| - PFK Levski Sofia - PFC Belite Orli Pleven - Bulgaria Haskovo - Hadzhi Slavchev Pavlikeni - Bdin Vidin - SK Vladislav Varna - Tsar Krum Byala Slatina | - ZhSK Stara Zagora - Levski Ruse - Chernomorets Burgas - Georgi Drazhev Yambol - Botev Plovdiv - Panayot Volov Shumen - Levski Dupnitsa |

## Compétition

### Premier tour
| Équipe 1                  | Résultat | Équipe 2                |
| ------------------------- | -------- | ----------------------- |
| PFC Belite Orli Pleven    | 4 - 1    | Tsar Krum Byala Slatina |
| Hadzhi Slavchev Pavlikeni | 3 - 1    | ZhSK Stara Zagora       |
| PFK Levski Sofia          | 7 - 1    | Levski Dupnitsa         |
| SK Vladislav Varna        | 3 - 0    | Panayot Volov Shumen    |
| Levski Ruse               | 3 - 0    | Bdin Vidin              |
| Georgi Drazhev Yambol     | 3 - 2    | Chernomorets Burgas     |
| Botev Plovdiv             | 6 - 0    | Bulgaria Haskovo        |

### Quarts de finale
| Équipe 1           | Résultat | Équipe 2                  |
| ------------------ | -------- | ------------------------- |
| Levski Ruse        | 2 - 0    | PFC Belite Orli Pleven    |
| Botev Plovdiv      | 4 - 0    | Hadzhi Slavchev Pavlikeni |
| SK Vladislav Varna | 1 - 0    | Georgi Drazhev Yambol     |

### Demi-finale
| Équipe 1         | Résultat | Équipe 2           | Match | Appui1 | Appui2 |
| ---------------- | -------- | ------------------ | ----- | ------ | ------ |
| Levski Ruse      | 5 - 2    | SK Vladislav Varna | 1 - 1 | 1 - 1  | 3 - 0  |
| PFK Levski Sofia | 1 - 0    | Botev Plovdiv      |       |        |        |

### Finale
| Équipe 1         | Résultat | Équipe 2    | Match | Appui |
| ---------------- | -------- | ----------- | ----- | ----- |
| PFK Levski Sofia | 4 - 1    | Levski Ruse | 1 - 1 | 3 - 0 |

## Bilan de la saison
| Championnat de Bulgarie de football 1937 |                             |
| Champion                                 | PFK Levski Sofia (2e titre) |
| Promotions et relégations                |                             |
| Promus en A PFL                          | Aucun                       |
| Relégués en B PFL                        | Aucun                       |